# جانگمیو

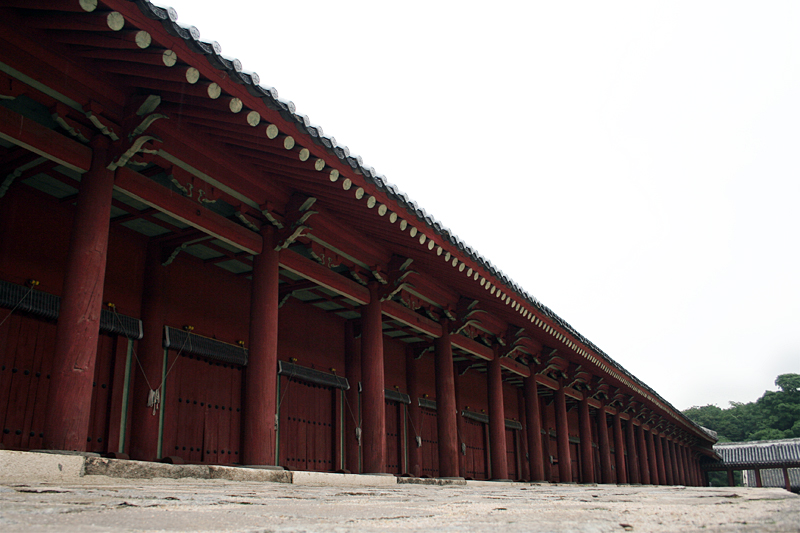
معبد جانگمیو

جانگمیو معبدی از مکتب کنفسیوس است که به خدمات یادبود پادشاهان و ملکه‌های درگذشته سلسله چوسون اهدا شده‌است. این معبد قدیمی‌ترین معبد سلطنتی مکتب کنفسوس است که تا کنون باقی‌مانده‌است و از قرن چهاردهم تا کنون به اجرای تشریفات مذهبی و آیینی می‌پردازد. چنین معابدی در دوره سومین پادشاهی کره وجود داشتند، ولی فقط معابدی که برای اجرای قوانین چوسون اختصاص یافته بودند، باقی‌مانده‌اند. جانگمیو در سال ۱۹۹۵ در فهرست میراث جهانی یونسکو به ثبت رسید.